# Новоандреевка (Луганская область)
Новоандреевка (укр. Новоандріївка) — село, относится к Белокуракинскому району Луганской области Украины.
Население по переписи 2001 года составляло 82 человека. Почтовый индекс — 92215. Телефонный код — 6462. Занимает площадь 1,29 км². Код КОАТУУ — 4420988004.

## Местный совет
92215, Луганська обл., Білокуракинський р-н, с. Тимошине  (укр.)